# Paphinia seegeri var. semi-alba
Variété
Paphinia seegeri var. semi-alba Gerlach est une variété de plantes à fleurs de la famille des orchidées et de la sous-tribu des Stanhopeinae.

## Étymologie
semialbus, a, um adj. latin : à moitié blanc.

## Diagnose
Fleurs plus petites que celles de Paphinia seegeri. Tépales blancs.
Differt a typo floribus minoribus, tepalis albis, labello carneo.
Gerlach. Die Orchidee 40 : 17 (1989).

## Répartition et biotope
Colombie, Chocó du Nord.